# The Rattles
The Rattles sind eine deutsche Beat- und Rockband, die in den 1960er- und frühen 1970er-Jahren in Deutschland zu den erfolgreichsten ihres Genres gehörte.

## Bandgeschichte

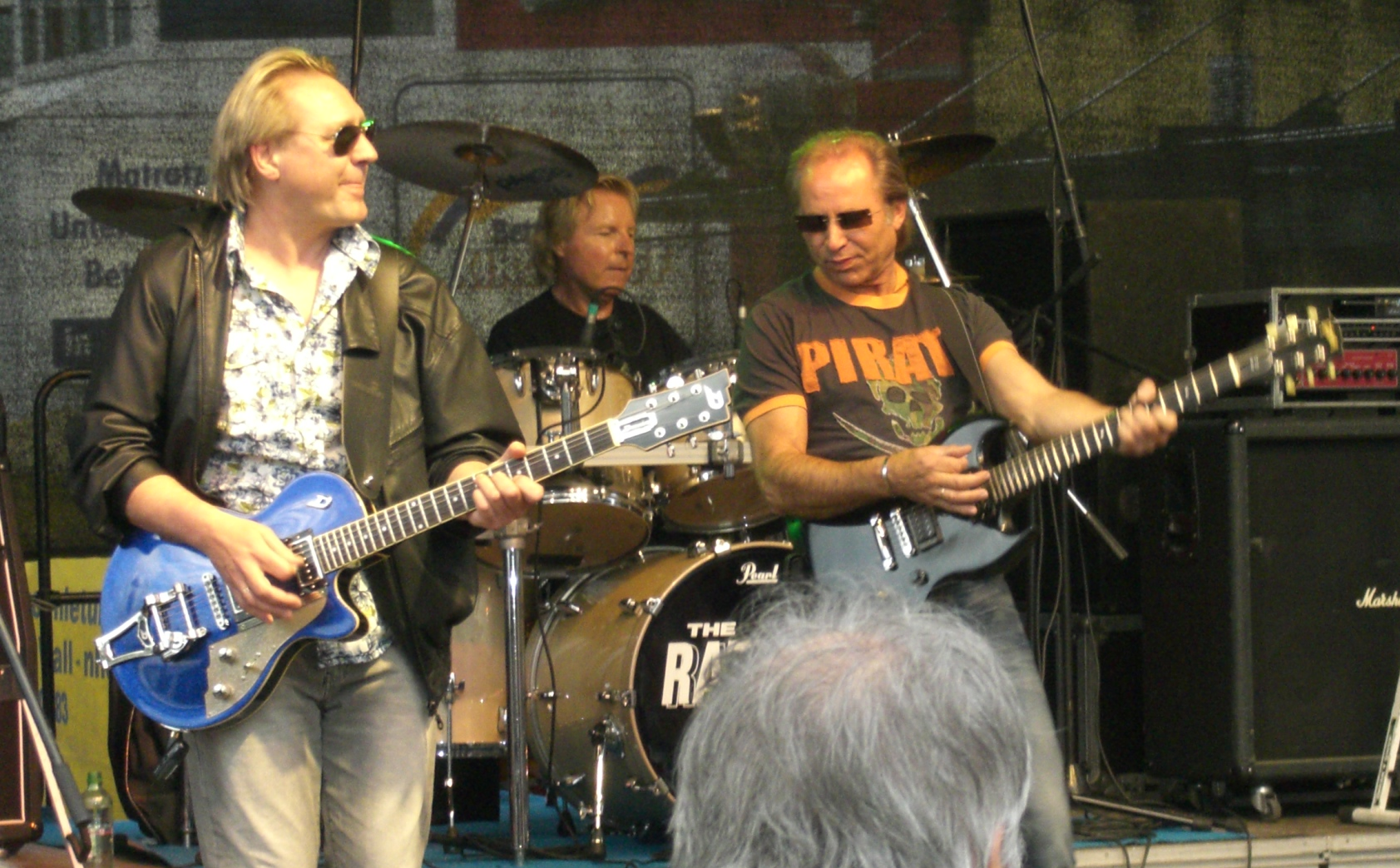
2006 live auf der Maiwoche in Osnabrück

Im Dezember 1960 wurden die Rattles in Hamburg von Achim Reichel und Herbert Hildebrandt gegründet. Am 3. Februar 1963 gewann die Band einen Wettbewerb im Hamburger Star-Club und wurde daraufhin die erste deutsche Band mit einem Engagement in diesem Club. Im Herbst desselben Jahres nahmen sie ihre erste Single auf. Danach ging die Gruppe für sechs Wochen auf England-Tour mit Bo Diddley, Little Richard, den Everly Brothers sowie den noch kaum bekannten Rolling Stones. Nach Veröffentlichung des Kinofilms Hurra, die Rattles kommen Anfang 1966 standen sie im Juni desselben Jahres mit den Beatles zusammen auf der Bühne und spielten im Vorprogramm der Bravo-Beatles-Blitztournee in München, Essen und Hamburg – mit großem Zuspruch.
Es erschienen Rattles-Schallplatten, die in England regional Erfolg hatten, und so wurden sie phasenweise in Liverpool als die „deutschen Beatles“ gefeiert.
Insgesamt hatte die Gruppe ein Dutzend Hits, dazu gehörten Titel wie La La La (1965), Come On and Sing (1966) und Cauliflower (1967). 1965 nahmen sie darüber hinaus mit Johnny Hallyday Titel auf (Laß die Leute doch reden, It’s Monkeytime), die auf der LP/CD Johnny Hallyday Meets The Rattles erschienen.
1970 hatten die Rattles mit The Witch einen internationalen Hit. Das Lied war zuerst als B-Seite der 1969 erschienenen Single Geraldine erschienen. Im Juni 1970 kam The Witch in den USA als A-Seite bis auf Platz 79 und im Oktober in Großbritannien bis auf Platz 8. Die Rattles-Besetzung zu diesem Zeitpunkt: Kurt „Zappo“ Lüngen (Bass), Rainer Degner (Gitarre), Peet Becker (Schlagzeug) und Henner Hoier (Gesang), der von den Rivets gewechselt war. Wegen des Erfolges nahmen die Rattles mit Edna Bejarano als Sängerin eine neue Version von The Witch auf, die im Oktober 1970 bis auf Platz 4 der bundesdeutschen Charts kletterte. Komponiert hatte das Stück Herbert Hildebrandt. Henner Hoier, der das Original gesungen hatte, verließ die Band ein Jahr später und gründete mit Les Humphries die Les Humphries Singers. Zu dieser Zeit hatte Achim Reichel die Gruppe längst verlassen. Nach seiner Bundeswehrzeit gründete er 1967 mit den Ex-Rattles Dicky Tarrach und Frank Dostal sowie Helmut Franke und Les Humphries die Gruppe Wonderland. Die „neuen“ 1970er-Rattles mit Edna Bejarano, Frank Mille, Borny Bornhold und Zappo Lüngen hatten mit der Originalformation nur noch insofern zu tun, als Herbert Hildebrandt weiterhin der Komponist und Produzent der Gruppe war. Weitere Singles, wie You Can’t Have Sunshine Every Day und Devil’s on the Loose (beide 1971) waren nur noch kleinere Hits in der Bundesrepublik Deutschland.
1977 lösten sich die Rattles nach einigen weiteren Umbesetzungen auf. 1988 veröffentlichten sie, nun wieder mit Achim Reichel, ein neues Studioalbum mit dem Titel Hot Wheels sowie eine gleichnamige Single. Am 26. September 2005 feierten die Rattles ihr fünfundvierzigjähriges Bestehen mit einem Konzert im „Hamburger Landhaus Walter“ und der DVD Beat Made in Germany, die die komplette Band-Geschichte erzählt. 2007 veröffentlichten sie das erste Studioalbum seit fünfzehn Jahren, Say Yeah! Die Platte enthält 15 neue Songs und wurde in der Rattles-Heimatstadt Hamburg aufgenommen. Die neuen Lieder entsprechen dem alten Stil, der die Rattles vor vielen Jahren so bekannt gemacht hatte.
2010, zum 50-jährigen Bühnenjubiläum, unterschrieb die Band beim Hamburger Musiklabel Edel Records und veröffentlichte ein neues Studioalbum, Rattles 50, mit 14 neuen Titeln in einem neuen, modernen Sound. Zeitgleich erschienen neu arrangierte und aufgenommene Greatest Hits. Bis heute spielen sie mit dem Gründungsmitglied Hildebrandt wieder regelmäßig auf Festen und Veranstaltungen.

## Bandmitglieder

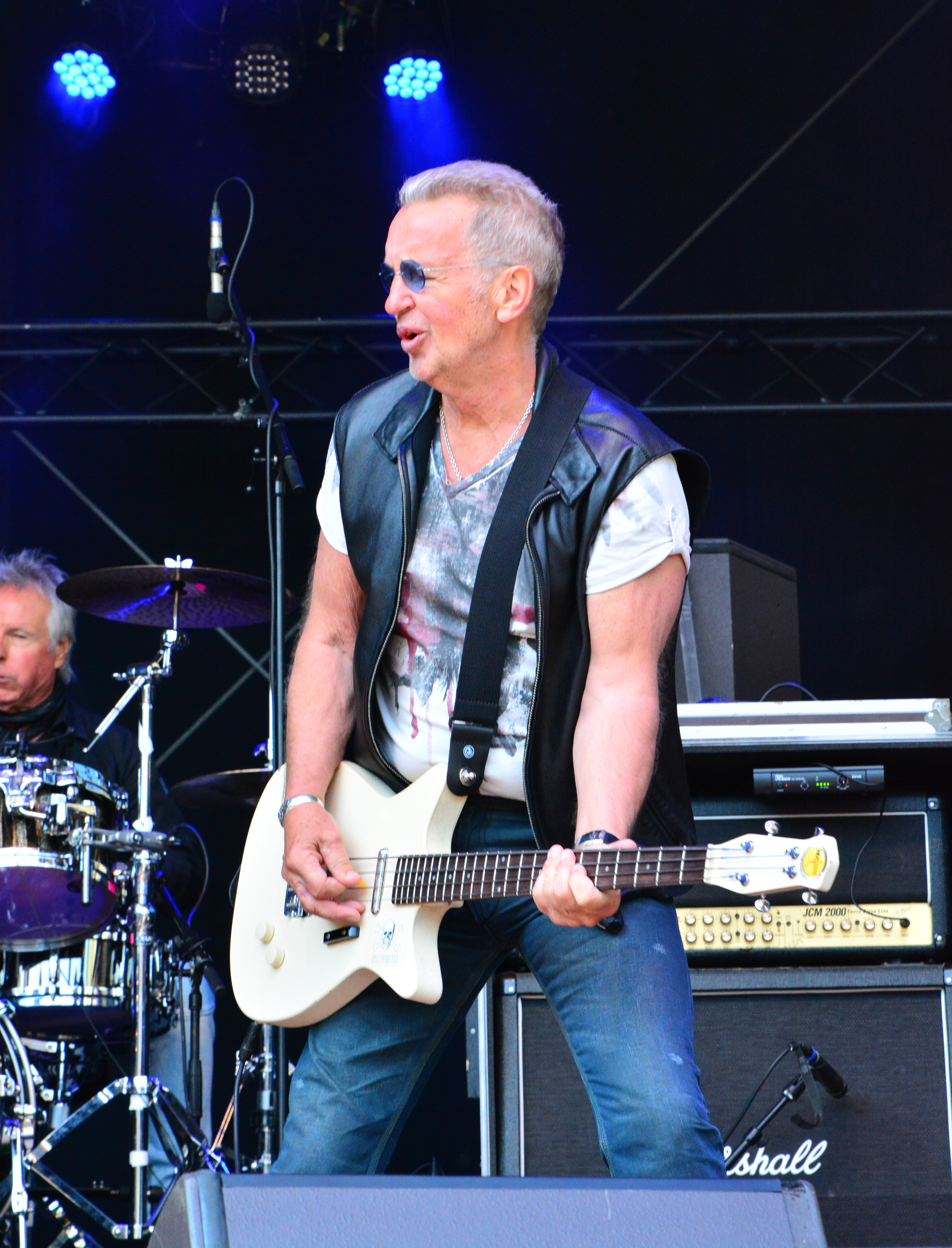
Herbert Hildebrandt
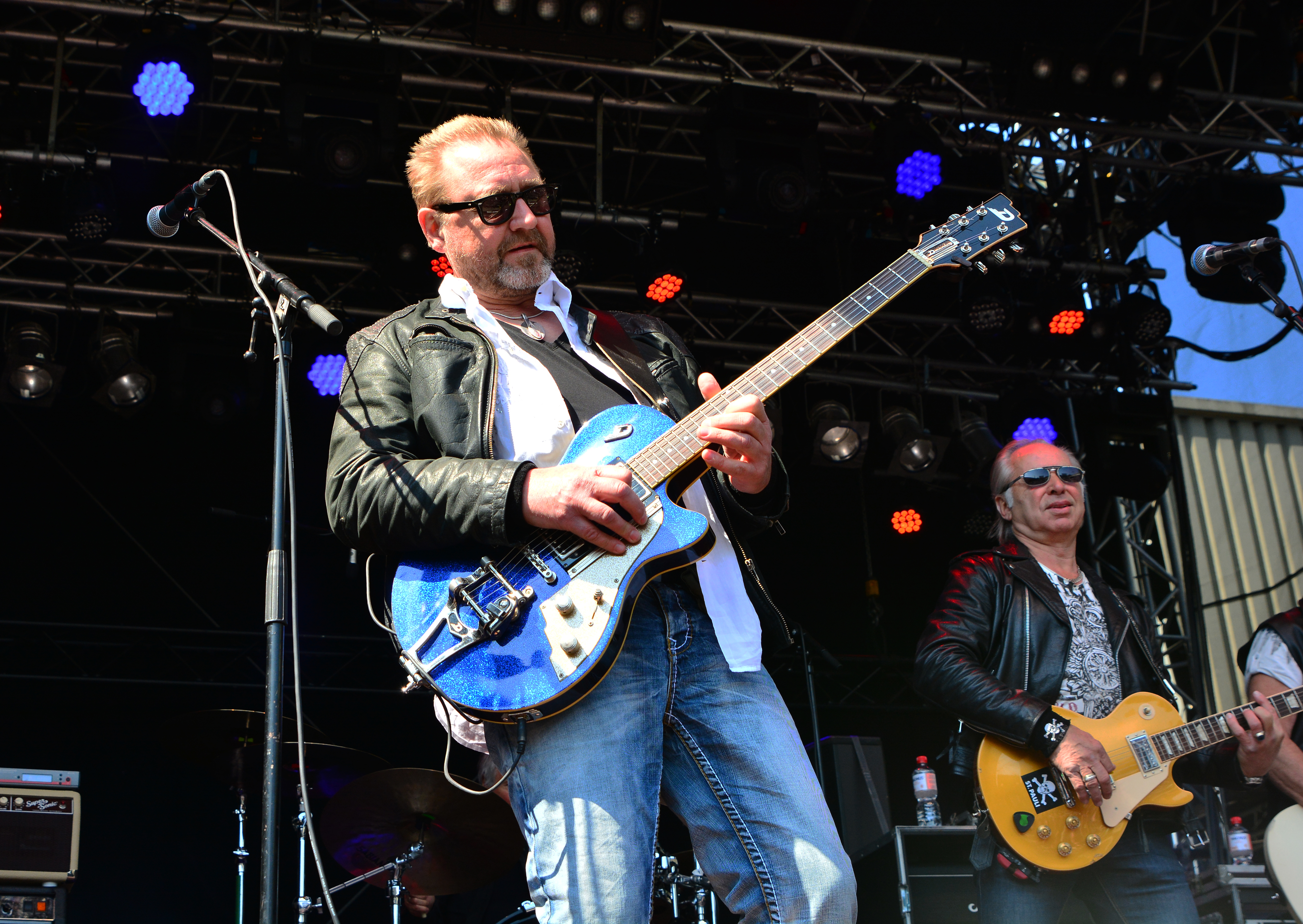
Manfred Kraski (bis 2018)
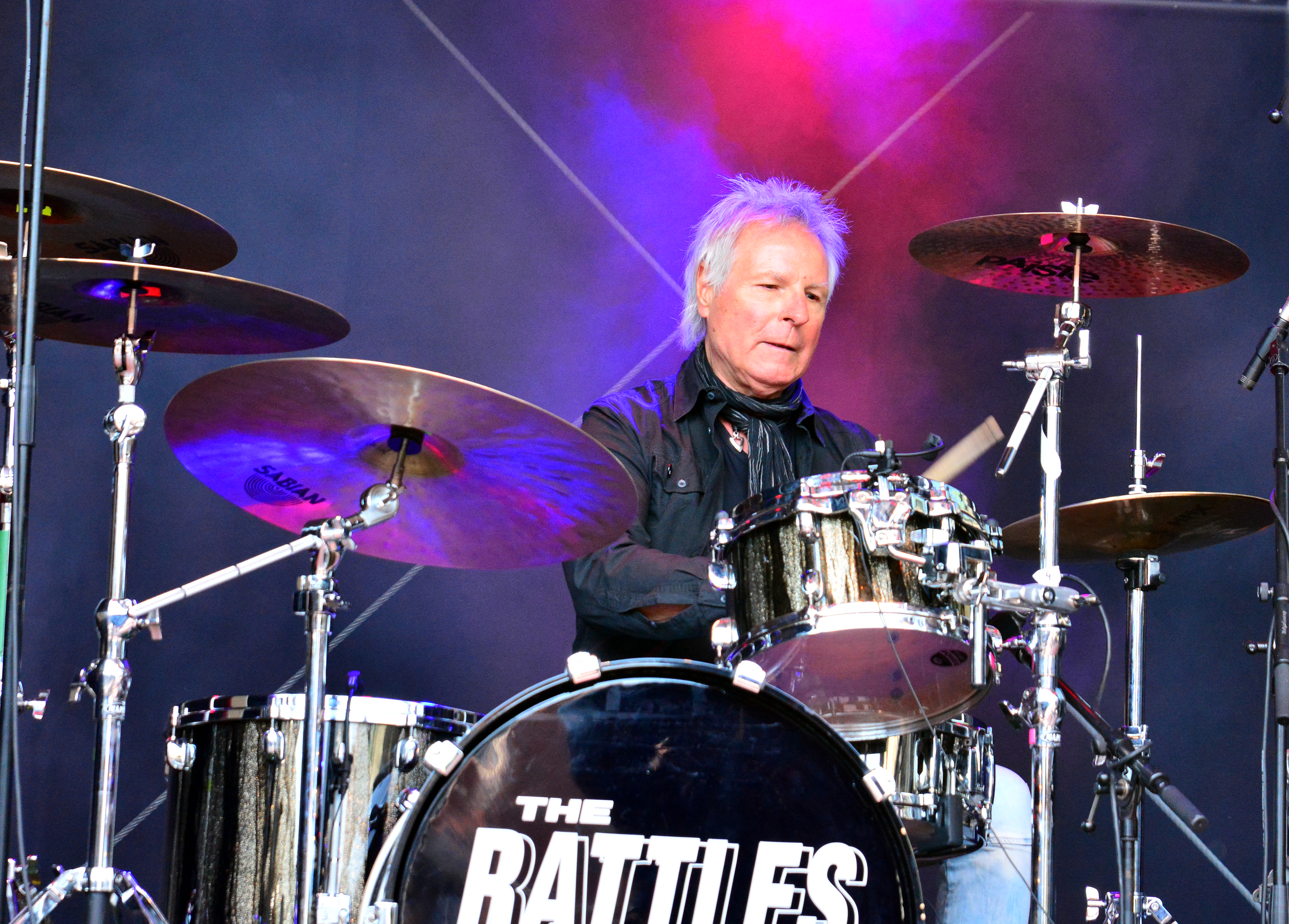
Reinhard Tarrach
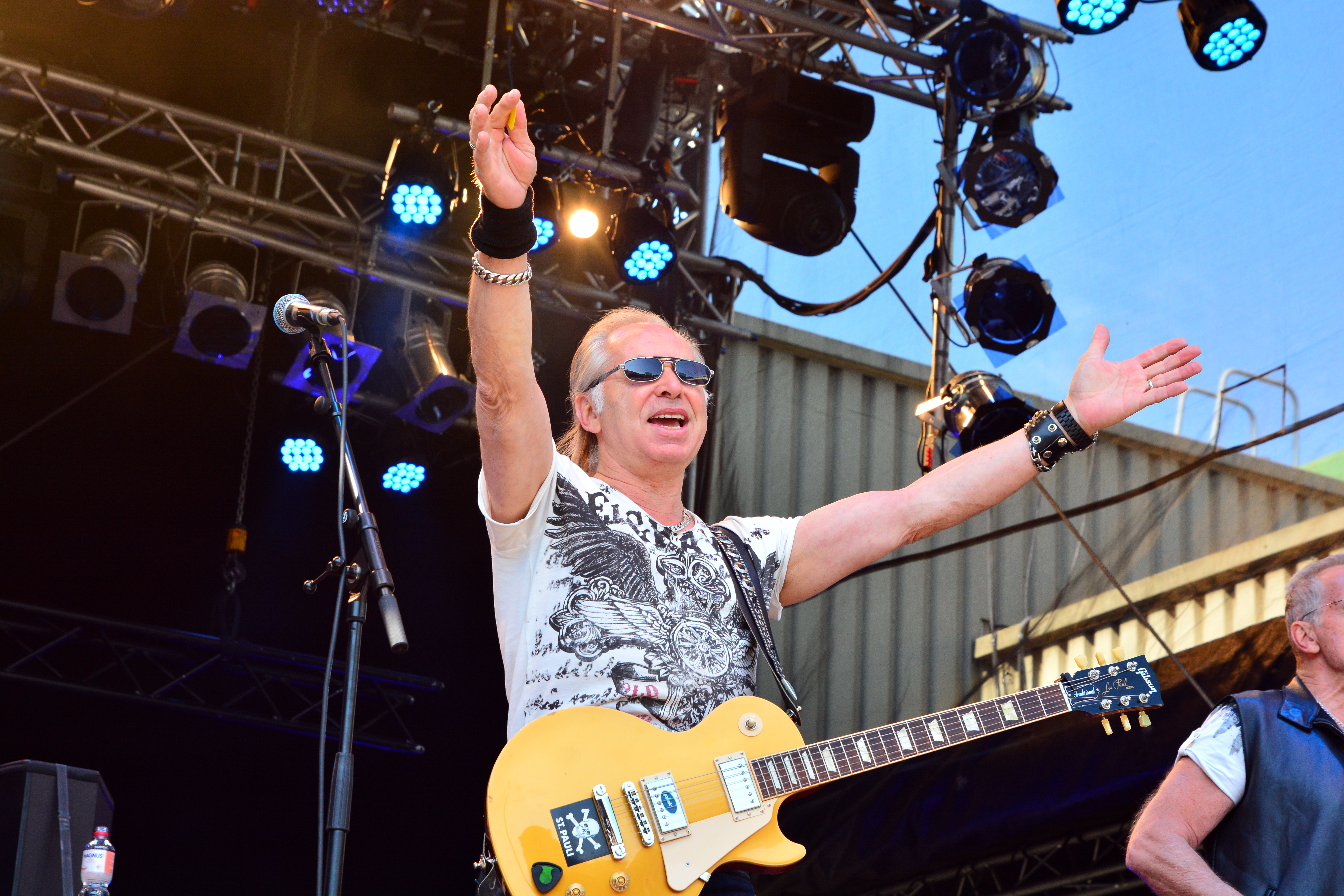
Eggert Johannsen

## Diskografie

### Alben
| Jahr | Titel                         | Höchstplatzierung, Gesamtwochen, AuszeichnungChartsChartplatzierungen (Jahr, Titel, Platzierungen, Wochen, Auszeichnungen, Anmerkungen) | Anmerkungen                                                       |
| Jahr | Titel                         | DE | Anmerkungen                                                       |
| ---- | ----------------------------- | --- | ----------------------------------------------------------------- |
| 1964 | Twist im Star-Club Hamburg    | DE8 (44 Wo.)DE | Erstveröffentlichung: April 1964                                  |
| 1964 | Twist-Time im Star-Club       | DE12 (20 Wo.)DE | Erstveröffentlichung: Mai 1964                                    |
| 1964 | Live at the Star-Club Hamburg | DE48 (4 Wo.)DE | Erstveröffentlichung: Oktober 1964                                |
| 1965 | The Rattles                   | DE39 (8 Wo.)DE | Erstveröffentlichung: Februar 1965                                |
| 1966 | Hurra, die Rattles kommen     | DE24 (16 Wo.)DE | Erstveröffentlichung: März 1966 Soundtrack zum gleichnamigen Film |
| 1988 | Hot Wheels                    | DE62 (1 Wo.)DE | Erstveröffentlichung: November 1988                               |

Weitere Alben
| - 1964: The Searchers Meet the Rattles (Splitalbum mit The Searchers) - 1965: Star-Club Show 1 - 1965: Liverpool Beat - 1966: Rattles Greatest Hits „New Recording“ - 1967: Remember Finale Ligure - 1968: Rattles Production - 1971: The Witch - 1972: Tonight: The Rattles Starring Edna - 1974: Gin Mill - 1984: Johnny Hallyday trifft die Rattles (mit Johnny Hallyday) | - 1990: Painted Warrior - 1991: Rattles ’91 - 1992: New Wonderland - 1994: Weihnachten mit den Rattles - 1997: Live - 2007: Say Yeah! - 2010: Rattles 50 - 2012: Need 2 C You - 2015: Hotter Than Hell |

### Kompilationen
| Jahr | Titel                   | Höchstplatzierung, Gesamtwochen, AuszeichnungChartsChartplatzierungen (Jahr, Titel, Platzierungen, Wochen, Auszeichnungen, Anmerkungen) | Anmerkungen                                                     |
| Jahr | Titel                   | DE | Anmerkungen                                                     |
| ---- | ----------------------- | --- | --------------------------------------------------------------- |
| 1964 | Twist im Star-Club      | DE10 (12 Wo.)DE | Erstveröffentlichung: Februar 1964 Splitalbum mit The Searchers |
| 1966 | Rattles Greatest Hits – | DE19 (12 Wo.)DE | Erstveröffentlichung: Juni 1966                                 |

Weitere Kompilationen
- 1970: Rattles’ Greatest Hits
- 1971: The Best of the Rattles
- 1974: The Rattles!
- 1979: The Star-Club Tapes (2 LPs)
- 1986: The Best of the Rattles
- 1988: Die großen Erfolge einer Supergruppe
- 1988: The Rattles
- 1988: With All the Original Hits!
- 1992: 16 Tons
- 1997: The Greatest Hits
- 2000: Smash … ! Boom … ! Bang … ! The Singles 1

### Singles
| Jahr | Titel Album                                                   | Höchstplatzierung, Gesamtwochen, AuszeichnungChartplatzierungen (Jahr, Titel, Album, Platzierungen, Wochen, Auszeichnungen, Anmerkungen) | Höchstplatzierung, Gesamtwochen, AuszeichnungChartplatzierungen (Jahr, Titel, Album, Platzierungen, Wochen, Auszeichnungen, Anmerkungen) | Höchstplatzierung, Gesamtwochen, AuszeichnungChartplatzierungen (Jahr, Titel, Album, Platzierungen, Wochen, Auszeichnungen, Anmerkungen) | Höchstplatzierung, Gesamtwochen, AuszeichnungChartplatzierungen (Jahr, Titel, Album, Platzierungen, Wochen, Auszeichnungen, Anmerkungen) | Anmerkungen                                           |
| Jahr | Titel Album                                                   | DE | AT | UK | US | Anmerkungen                                           |
| ---- | ------------------------------------------------------------- | --- | --- | --- | --- | ----------------------------------------------------- |
| 1965 | La La La Rattles Greatest Hits „New Recording“                | DE19 (10 Wo.)DE | — | — | — | Erstveröffentlichung: März 1965                       |
| 1965 | (Stoppin’ In) Las Vegas Rattles Greatest Hits „New Recording“ | DE20 (18 Wo.)DE | — | — | — | Erstveröffentlichung: November 1965                   |
| 1966 | Come On and Sing Rattles Greatest Hits „New Recording“        | DE11 (14 Wo.)DE | — | — | — | Erstveröffentlichung: Januar 1966                     |
| 1966 | Love of My Life Rattles Greatest Hits                         | DE16 (14 Wo.)DE | — | — | — | Erstveröffentlichung: Juni 1966                       |
| 1966 | It Is Love Remember Finale Ligure                             | DE26 (2 Wo.)DE | — | — | — | Erstveröffentlichung: November 1966                   |
| 1967 | Cauliflower Rattles’ Greatest Hits                            | DE25 (8 Wo.)DE | — | — | — | Erstveröffentlichung: Mai 1967                        |
| 1968 | After Tea Rattles Production                                  | DE26 (4 Wo.)DE | — | — | — | Erstveröffentlichung: Mai 1968                        |
| 1970 | The Witch                                                     | DE4 Gold · (23 Wo.)DE | AT20 (4 Wo.)AT | UK8 (15 Wo.)UK | US79 (5 Wo.)US | Erstveröffentlichung: Juni 1970 Verkäufe: + 1.000.000 |
| 1971 | You Can’t Have Sunshine Everyday The Witch                    | DE45 (2 Wo.)DE | — | — | — | Erstveröffentlichung: Dezember 1970                   |
| 1971 | Devil’s on the Loose Story                                    | DE38 (4 Wo.)DE | — | — | — | Erstveröffentlichung: September 1971                  |
| 1988 | Hot Wheels                                                    | DE47 (10 Wo.)DE | — | — | — | Erstveröffentlichung: November 1988                   |

Weitere Singles
| - 1963: Twist im Star-Club – 3. Folge - 1963: Twist im Star-Club - 1963: Star Club Sound Serie - 1963: Twist im Star-Club – 7. Folge - 1963: Twist im Star-Club – 9. Folge - 1964: Baby, That Is Rock ’n Roll - 1964: Tell Me What Can I Do - 1964: What Do You Want with My Baby - 1964: Bye Bye Johnny - 1964: Geh’ zu ihm - 1964: Do Wah Diddy Diddy - 1964: Live at the Star-Club Hamburg (EP) - 1964: Memphis Tennessee - 1965: Shame, Shame, Shame - 1965: Spanish Harlem - 1965: Lass die Leute doch reden (Keep Searchin’) (Johnny Hallyday meets the Rattles) - 1966: Sha-La-La-La-Lee (als The „In“ Crowd) - 1966: Land of 1.000 Dances (als The Fixx) - 1966: Take This Hammer (als Our Gang) | - 1967: Raindrop - 1968: Fought the Lord - 1968: Mr. … - 1969: Geraldine - 1969: Lady Love - 1970: Shop Fifteen - 1970: Silly Lilly - 1970: Funk ’70 - 1972: Money Making Machine - 1973: Somethin’ Else - 1973: Alabama - 1974: Hot Banana - 1989: The Witch (Re-Recording) - 1989: Little Miss Wunderbar (Remix ’89) - 1990: Painted Warrior - 1992: I Drove All Night - 1993: No Way Out - 2012: Maybe Tonight (The Rattles feat. Ireen Sheer) |

### Videoalben
- 2003: Hilfe, die Rattles kommen
- 2005: The Rattles – Beat Made in Germany

## Filmografie
- 1966: Hurra, die Rattles kommen (Kinofilm)

## Auszeichnungen
RSH-Gold
- 1989: in der Kategorie „Comeback des Jahres“